# Rick Ducommun
Richard „Rick“ Ducommun (* 3. Juli 1952 in Prince Albert, Saskatchewan; † 12. Juni 2015 in Vancouver) war ein kanadischer Schauspieler.

## Leben
Seine erste Rolle spielte Ducommun in der kanadischen Kinderserie Zig Zag. Größere Bekanntheit erlangte er durch die Rolle des Nachbarn von Tom Hanks in Meine teuflischen Nachbarn. Auch in zahlreichen anderen bekannten Filmen wie Mel Brooks’ Spaceballs, Gremlins 2 – Die Rückkehr der kleinen Monster und den Actionfilmen Stirb langsam, Jagd auf Roter Oktober und Last Action Hero von John McTiernan war er in kleinen Cameorollen zu sehen. Seine Filmografie umfasst rund 50 Film- und Fernsehproduktionen. Zuletzt trat er 2004 als Schauspieler in Erscheinung.
Ducommun starb am 12. Juni 2015 im Alter von 62 Jahren in einem Hospiz in Vancouver an den Folgen einer Diabeteserkrankung.

## Filmografie (Auswahl)
- 1980: Zig Zag (Fernsehserie)
- 1984: Eine starke Nummer (No Small Affair)
- 1986: Ärger, nichts als Ärger (A Fine Mess)
- 1987: Mel Brooks’ Spaceballs (Spaceballs)
- 1988: Stirb langsam (Die Hard)
- 1989: Die Experten (The Experts)
- 1989: Meine teuflischen Nachbarn (The ’Burbs)
- 1989: Kleine Monster (Little Monsters)
- 1990: Jagd auf Roter Oktober (The Hunt for Red October)
- 1990: Gremlins 2 – Die Rückkehr der kleinen Monster (Gremlins 2 – The New Batch)
- 1991: Last Boy Scout – Das Ziel ist Überleben (The Last Boy Scout)
- 1992: Steinzeit Junior (Encino Man)
- 1992: Class Act
- 1993: Loaded Weapon 1 (National Lampoon’s Loaded Weapon 1)
- 1993: Und täglich grüßt das Murmeltier (Groundhog Day)
- 1993: Last Action Hero
- 1993: Der Killer im System (Ghost in the Machine)
- 1994: Mac Millionär – Zu clever für ’nen Blanko-Scheck (Blank Check)
- 1995: Chaos! Schwiegersohn Junior im Gerichtssaal (Jury Duty)
- 1999: Hilfe, ich bin mein Hund …und mein Hund ist ich (Dogmatic)
- 1999: Kreuzfahrtschiff auf Todeskurs (Final Voyage)
- 2000: Scary Movie
- 2000: Jack: Der beste Affe auf dem Eis (MVP: Most Valuable Primate)
- 2001: Harvard Man
- 2002: Like Mike
- 2003: Pauly Shore is Dead
- 2004: Back by Midnight
- 2004: Funky Monkey